# Meganephria extensa
Meganephria extensa là một loài bướm đêm trong họ Noctuidae.